# Opperste stalmeester

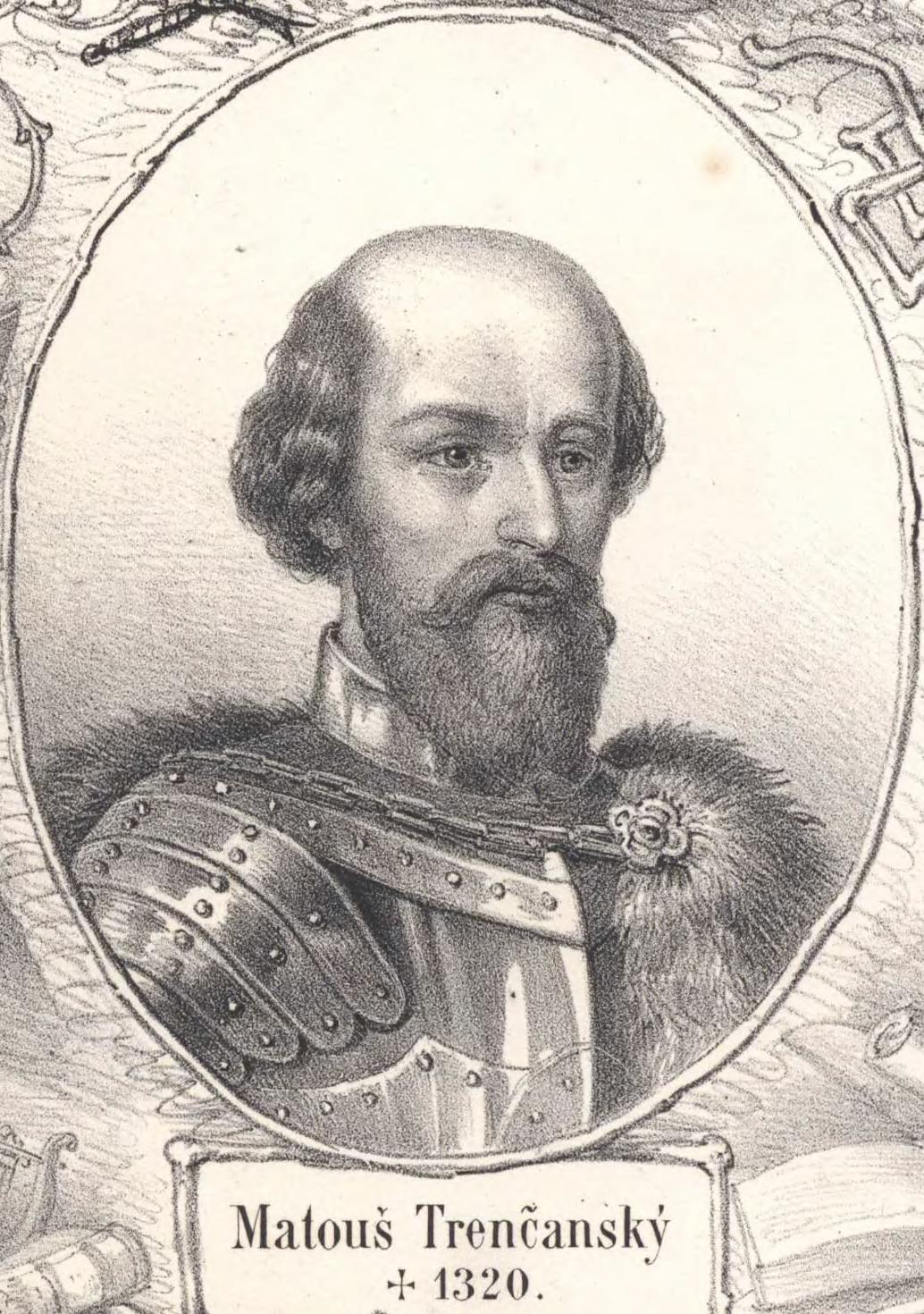
Máté Csák († 1321) was opperste stalmeester van 1293 tot 1296. Daarnaast was hij ook palatijn van Hongarije (1296–1297, 1302–1309) en opperste schatbewaarder (1309–1311).

De opperste stalmeester (Hongaars: főlovászmester, Duits: Königlicher Oberststallmeister, Latijn: agazonum regalium magistri of magister agazonum) was een hoog koninklijk ambtenaar of grootofficier in het koninkrijk Hongarije vanaf de 13e eeuw. De dragers van dit ambt behoorden tot de echte baronnen van het koninkrijk sinds ongeveer 1220.
De functie is onder andere vergelijkbaar met die van connétable, in Frankrijk met die van connétable van Frankrijk.